# Dendrobium hallieri
Dendrobium hallieri är en orkidéart som beskrevs av Johannes Jacobus Smith. Dendrobium hallieri ingår i släktet Dendrobium, och familjen orkidéer. Inga underarter finns listade i Catalogue of Life.